# قصر الرحاب
قصر الرحاب هو القصر الملكي الثاني بعد قصر الزهور في بغداد. تم بنائه على نفقة العائلة المالكة غرب العاصمة العراقية بغداد بين ضاحية المنصور الراقية (حي دراغ تحديدا) شمالاً ونهر الخر جنوباً يقابله، عبر الشارع الرئيس قصر الزهور مقر الملك الراحل فيصل الثاني. وقد تم الانتهاء من بناءه في عام 1937م، وكان ذلك تحت إشراف الأمير عبد الإله الوصي على العرش. وترجع تسمية قصر الرحاب نسبة إلى قرية الرحاب القريبة من مدينة الطائف في السعودية والتي انحدرت منها العائلة المالكة العراقية.

## العهد الملكي
تم تصميم قصر الرحاب وبنائه من قبل مهندس معماري مصري، وكان يتكون من عدة غرف لا يتجاوز في مجموعها سبعة غرف، وهي غرفة استراحة وغرفة طعام وغرفة مكتبة مع غرفة صغيرة في الممر وغرفتين للضيوف. ثم بني طابق ثان له اشتمل على غرفة استراحة للجلوس وغرفة للنوم وغرفتين للضيوف. وكان القصر بدون أجهزة تدفئة أو تبريد مركزية بل كان يُدفأ بالمدفأة النفطية، أما جهاز التبريد فلم يدخله إلا بعد أن زار الأمير عبد الإله الولايات المتحدة، وشاهد هناك أجهزة التكييف فجلب معه جهازاً صغيراً لتبريد غرفة فقط من غرف القصر. وكان للقصر سرداب يسرب الماء ولم تستطع العائلة المالكة معالجة تسرب الماء لضعف إمكاناتها المادية حسب ما أفاد عضو من العائلة. وطلبت العائلة من بلدية بغداد تبليط أجزاء من حديقة القصر لكن البلدية رفضت طلبها لأن القصر ملك خاص وليس رسمياً، فقام بتبليطه الأمير عبد الإله على نفقة العائلة.

## العهد الجمهوري
بعد ثورة 14 تموز ترك القصر مهجورا. وفي زمن عبد السلام عارف أُلحق جزء كبير من القصر بمبنى معرض بغداد الدولي كاستثمار سياحي يرتبط بمصلحة السياحة والمعارض العراقية.
وبعد ثورة 17 تموز 1968م، اتخذ ناظم كزار مدير الأمن العام من القصر مقراً ثابتاً له. وأصبح يضم ما يشبه المعتقل. وبعد اكتشاف مؤامرة ناظم كزار اتخذ قرار مجلس قيادة الثورة بتصفية المعتقل وهدمه عام 1973م، ودعيت الصحافة والتلفاز لزيارة الأنقاض وشاهد الحاضرون ما يدل على آثار التعذيب وشعارات وذكريات تزين جدرانه وزواياه.
ولكن شهود عيان ذكروا أن ما جرى هدمه لم يكن إلا جزءاً من المعتقل المذكور، بينما بقي الجزء المتبقي سليماً، وهو أكثره، ليجري تطويره مرة أخرى واستخدامه كمعهد تدريبي للطلاب الذين يجري إعدادهم كضباط مخابرات «معهد مديرية المخابرات للتدريب» ليصبح أحد أهم المراكز الأمنية والمخابراتية لحفظ المعلومات الذي رجح أمر قصفه بالطائرات الأمريكية في حرب «عاصفة الصحراء» عام 1990م.

## معرض صور

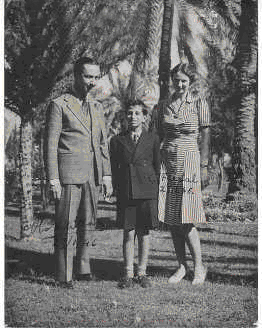
الملك فيصل الثاني مع خاله عبد الإله ومربيته الإنجليزية وقد قتل الملك وخاله الوصي في قصر الرحاب
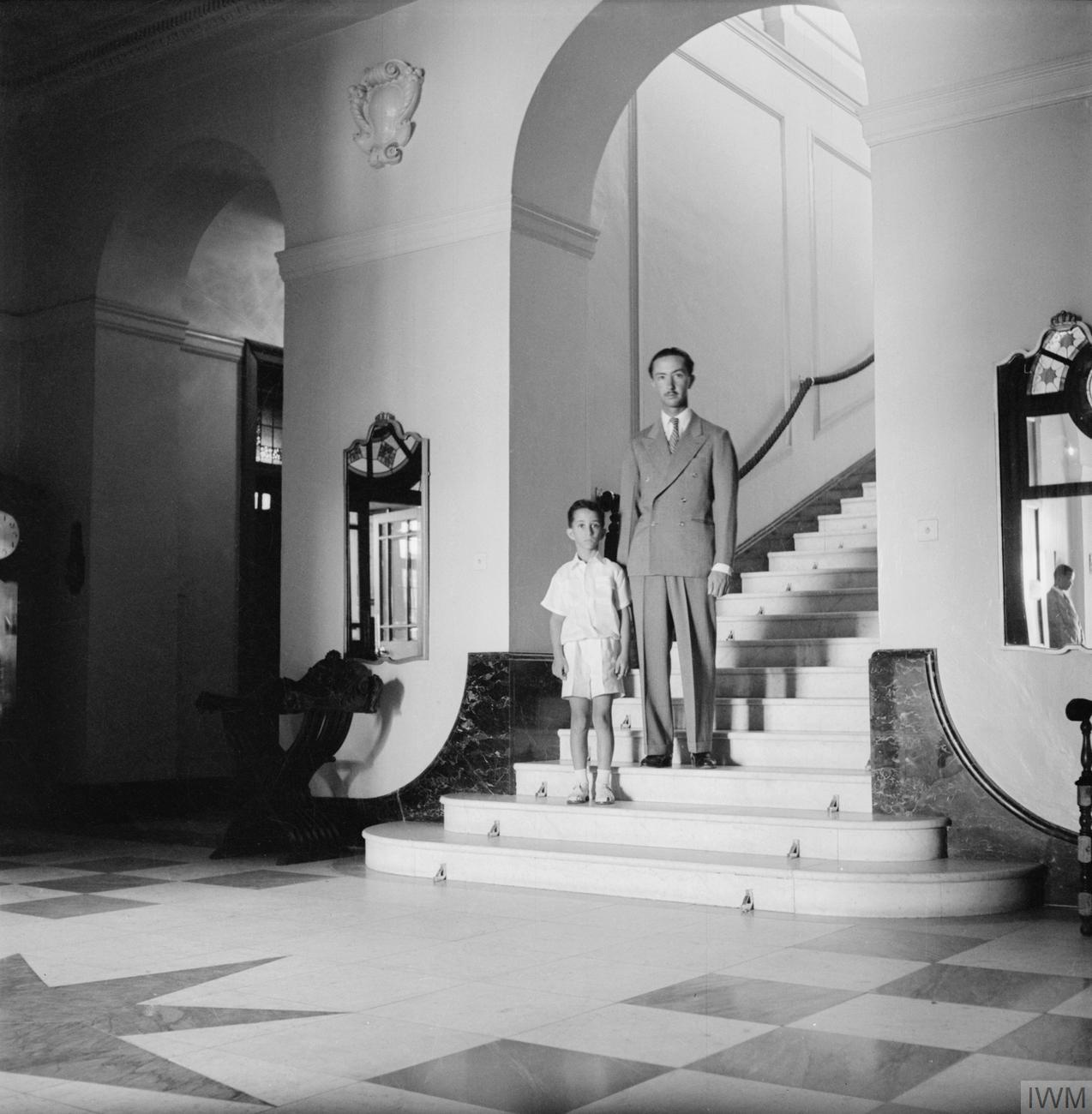
الملك فيصل الثاني مع خاله عبد الإله في القصر
قصر الرحاب بعد استيلاء الثوريين عليه